# Maria sjukhus, Helsingfors
Maria sjukhus är ett tidigare sjukhus i Helsingfors som uppfördes 1886 mellan arbetarbostäderna vid Lappviksgatan och grekiskkatolska begravningsplatsen. Sjukhuset fick senare sitt namn efter Alexander III av Rysslands maka Maria Fjodorovna (1847–1928).